# Трендафил Кръстанов
Трендафил Петров Кръстанов е български филолог и палеограф, откривател на Българския Ватикански палимпсест.

## Биография
Роден през 1939 г. в село Мрамор, Софийско. Завършва Софийската духовна семинария на гара Черепиш – 1958, а след това Софийския университет „Св. Климент Охридски“, специалност „Класическа филология“, втора специалност: „Археология“ – 1966 г. Следваща квалификация: новогръцки език в СУ, 1964 – 1966 г. Специализация: Ватиканска апостолическа библиотека, декември 1981 – юни 1982 г., където прави открития в два палимпсеста: най-древния старобългарски текст във Ватикански палимпсест Cod. Vat. gr. 2502 и трети слой в Барберинския палимпсест Cod. Barb. gr. 388.
Идеи и приноси
Трендафил Кръстанов има приноси в областта на кирилометодиевистиката, църковната история на Югоизточна Европа от Средновековието до Възраждането, историята на българското културно-просветно движение през Възраждането.
С откритието на Българския Ватикански палимпсест и изследването на неговия език потвърждава Малоазийската теория на Куйо Куев; открива неизвестен препис от Служба на св. Кирил Философ; идентифицира авторството ѝ като дело на Сава Седмочисленик; предполага, че „Охридската легенда“ е била Житие на св. Сава и след това на св. Климент; локализира епископската столица на св. Климент във Велеград-Берат и открива точната дата на неговата смърт – 25 юли; установява авторството на Сказанието за буквите като дело на Йоан Екзарх и др. 